# Philodendron cotapatense
Philodendron cotapatense là một loài thực vật có hoa trong họ Ráy (Araceae). Loài này được Croat & Acebey mô tả khoa học đầu tiên năm 2005.